# Большая Семёновская
Большая Семёновская — деревня в Тотемском районе Вологодской области.
До 2001 года называлась Семёновская.3 октября 2001 года постановлением Законодательного собрания области переименована в Большую Семёновскую. Тем же постановлением другая деревня Пятовского сельсовета, также носившая название Семёновская, была переименована в Малую Семёновскую.
Входит в состав Пятовского сельского поселения, с точки зрения административно-территориального деления — в Пятовский сельсовет.
Расстояние по автодороге до районного центра Тотьмы — 4 км, до центра муниципального образования деревни Пятовская — 3 км. Ближайшие населённые пункты — Брагинская, Варницы, Пятовская, Углицкая.
По переписи 2002 года население — 19 человек.